# Бегенський сільський округ
Беге́нський сільський округ (каз. Беген ауылдық округі, рос. Бегенский сельский округ) — адміністративна одиниця у складі Бескарагайського району Абайської області Казахстану. Адміністративний центр — село Бегень.
Населення — 1309 осіб (2021; 1680 у 2009, 2251 у 1999, 2779 у 1989).
Станом на 1989 рік існувала Бегенська сільська рада (села Бегенський лісхоз, Бегень, Жандос).

## Склад
До складу округу входять такі населені пункти:
| Населений пункт         | Старі назви | Населення, осіб (1989) | Населення, осіб (1999) | Населення, осіб (2009) | Населення, осіб (2021) |
| ----------------------- | ----------- | ---------------------- | ---------------------- | ---------------------- | ---------------------- |
| Бегенський лісхоз, село | -           | 482                    | 511                    | 101                    | 133                    |
| Бегень, село            | -           | 1962                   | 1740                   | 1507                   | 1133                   |
| --Жандос, село          | -           | 335                    | -                      | 72                     | 43                     |